# Mutkov
Mutkov (deutsch Mauzendorf, auch Mautzendorf) ist eine Gemeinde in Tschechien. Sie liegt acht Kilometer nördlich von Šternberk und gehört zum Okres Olomouc.

## Geographie
Mutkov befindet sich im Westen des Niederen Gesenkes. Das Dorf liegt rechtsseitig über dem Tal der Sitka in der Quellmulde eines kleinen Zuflusses. Nordwestlich liegt das Tal der Teplička. Im Norden erhebt sich die Lícha (600 m), nordöstlich der Šibeník (623 m), im Südosten der Soví kámen (591 m) und der Červený kopec (642 m), südwestlich die Vysoká Roudná (660 m) und der Zvon (592 m) sowie im Westen der Karlovský vrch (621 m). Gegen Osten liegen die Reste der Burg Waldhausen.
Nachbarorte sind Křížov, Jiříkov, Dolní Mlýn und Huzová im Norden, Arnoltice, Veveří und Dětřichov nad Bystřicí im Nordosten, Krahulčí im Osten, Dalov, Nové Dvorce und Horní Žleb im Südosten, Chabičov und Řídeč im Süden, Komárov, Rybníček, Újezd und Haukovice im Südwesten, Paseka und Pasecký Žleb im Westen sowie Karlov und Sovinec im Nordwesten.

## Geschichte
Die Besiedlung des westlichen Teiles des Niederen Gesenkes erfolgte ab der Mitte des 13. Jahrhunderts durch zwei Grundherren. Während die Herren von Blauda das Tal der Oskava besiedelten, erfolgte die Kolonisation von deren linken Seitentälern ausgehend vom Lehngut Huzová unter dem Olmützer Bischof Bruno von Schauenburg. Die Herren von Hrutovice ließen in der zweiten Hälfte des 13. Jahrhunderts über dem Tal der Sitka als Herrschaftssitz eine Burg anlegen. Besitzer des Lehns waren zu Beginn des 14. Jahrhunderts die Verwandten des Olmützer Kanonikers Stephan von Luczka, Markvart, Vok und Pavel von Hrutovice. 1320 wurde das Dorf Muchochov erstmals im Lehnsverzeichnis des Olmützer Bischofs Konrad als  neugegründeter Ort bezeichnet. Vor 1333 errichteten die Brüder Vok und Pavel auf neu zugewonnenen ehemals landesherrlichen Gütern, eine neue größere Burg – die Burg Sovinec, nach der sie sich fortan das Prädikat von Sovinec zulegten. Die alte Burg verlor ihre Funktion und wurde wahrscheinlich dem Verfall preisgegeben. Im Jahre 1371 wurde das Dorf als Mutkov bezeichnet, danach wurde es nicht wieder erwähnt.
Als Lorenz Eder von Sstiawnicz die Herrschaft Sovinec von Christoph von Boskowitz erwarb, wurde 1578 auch das wüste Dorf na Mutkově als Zubehör aufgeführt. Dessen Tochter Anna brachte den 1590 ererbten Besitz in ihre Ehe mit Jan d. Ä. Kobylka von Kobylí ein. Er ließ das Dorf zu Beginn des 17. Jahrhunderts wiederbesiedeln. Im Jahre 1606 war letztmals vom wüsten Mautzendorf die Rede, sieben Jahre später wurde das Dorf als von der Mauth bezeichnet. Jan d. Ä. Kobylka von Kobylí musste wegen seiner Beteiligung am Ständeaufstand nach der Schlacht am Weißen Berg seine Güter an Karl von Liechtenstein verkaufen. Dieser veräußerte die Herrschaft 1623 für 200.000 Gulden an den Deutschen Orden. Die Matriken wurden seit 1656 in Huzová geführt. Weitere Namensformen waren Mautzendorf (ab 1676), Mautzndorf (1692), Mautzendorfium, Mutkowa (1771), Motkow (ab 1793), Mauzendorf (ab 1834) und Molkov (ab 1839). Bis zur Mitte des 19. Jahrhunderts blieb Mautzendorf immer dem zur Herrschaft Eulenburg zugehörigen Lehngut Deutschhause untertänig.
Nach der Aufhebung der Patrimonialherrschaften bildete Mauzendorf/Molkov ab 1850 mit dem Ortsteil Passekgrund/Pasecký Grunt eine Gemeinde in der Bezirkshauptmannschaft und dem Gerichtsbezirk Sternberg. Nach 1854 setzte ein stetiger Einwohnerrückgang ein. 1880 erfolgte der Bau der Straße nach Sternberg. Als tschechischer Name wurde ab 1893 Mutkov verwendet. Im Jahre 1921 lebten in den 51 Häusern von Mauzendorf 273 Personen. 1930 hatte das Dorf 260 Einwohner, 1939 nur noch 226.
Nach dem Münchner Abkommen wurde der Ort am 10. Oktober 1938 an das Deutsche Reich angegliedert und gehörte bis 1945 zum Landkreis Sternberg. Nach Kriegsende kam Mutkov wieder zur Tschechoslowakei zurück und die deutsche Bevölkerung wurde vertrieben.
Die Dorfschule wurde 1946 geschlossen. Im selben Jahr brannten drei Häuser nieder. Mutkov bestand 1950 aus 50 Häusern und hatte 92 Einwohner. 1959 erfolgte die Umgemeindung des Ortsteiles Pasecký Žleb nach Paseka. Nach der Aufhebung des Okres Šternberk wurde der Ort im Jahre 1960 dem Okres Olomouc zugeordnet und zugleich nach Paseka eingemeindet. Zu dieser Zeit bestand Mutkov aus 26 Häusern, in denen 50 Personen lebten. Im Jahre 1993 löste sich Mutkov wieder von Paseka los und bildete eine eigene Gemeinde.

## Gemeindegliederung
Für die Gemeinde Mutkov sind keine Ortsteile ausgewiesen.

## Sehenswürdigkeiten
- Kapelle der Jungfrau Maria, errichtet in der zweiten Hälfte des 19. Jahrhunderts, sie wurde zwischen 1986 und 1990 auf Initiative Vertriebener saniert[4]
- Reste der Burg Waldhausen, östlich des Dorfes über dem Tal der Sitka